# オグロヌー
オグロヌー( 尾黒ヌー Connochaetes taurinus )は、哺乳綱偶蹄目（鯨偶蹄目とする説もあり）ウシ科ヌー属に分類される偶蹄類。

## 分布
ケニア、アンゴラ、エスワティニ、ザンビア、ジンバブエ、タンザニア、ナミビア、ボツワナ、南アフリカ共和国、モザンビーク。マラウイでは絶滅。

## 形態
頭胴長（体長）170 - 240センチメートル。尾長60 - 100センチメートル。体高115 - 145センチメートル。体重120 - 290キログラム。顔を被う体毛は下方へ向かう。胴体には、黒い横縞が入る個体が多い。
雌雄共に下方外側へ湾曲し、先端が上方内側へ向かう角を持つ。角長40 - 73センチメートル。

## 分類
分類・英名はIUCN(2016)に、和名は今泉(1988)に従う。
Connochaetes taurinus taurinus (Burchell, 1823) ケープオグロヌー、クロヒゲオグロヌー Blue wildebeest
アンゴラ南部からナミビア・オレンジ川以北の南アフリカ共和国・ザンベジ川以南のモザンビークにかけて
顔や喉の体毛が黒い。胴体の体色は青灰色。
Connochaetes taurinus albojubatus Thomas, 1892 シロヒゲオグロヌー Eastern White-bearded Wildebeest
ケニア中部からタンザニア北部
喉が黄白色。胴体の体色は淡灰褐色。
Connochaetes taurinus cooksoni Blaine, 1914 ザンビアオグロヌー Cookson's wildebeest
ザンビア（ルアングワ渓谷）
顔は赤褐色、喉が黄白色。眼下部に白い横縞が入らない。胴体は赤みがかった淡灰褐色。
Connochaetes taurinus johnstoni Sclater, 1896 シロオビオグロヌー Nyassa Wildebeest
タンザニア中東部、ザンベジ川以北のモザンビーク
顔は赤褐色、喉が黄白色。眼下部に白い横縞が入る。胴体は灰褐色。
Connochaetes taurinus mearnsi Heller, 1913 タンザニアオグロヌー Western White-bearded Wildebeest
ケニア南部からタンザニア北部

## 生態
草本の丈が短い草原や、その周囲にあるサバンナ・乾燥した藪地・開けた森林などに生息する。乾季になると、降雨量が多く草本の丈が長い草原へ移動する。
野火などにより、丈が短くなった草本を好む。
繁殖様式は胎生。妊娠期間は8 - 8か月半。
天敵として ライオン、ブチハイエナ、リカオン、ナイルワニがいる。